# Juan de Hevia Bolaños
Pour les articles homonymes, voir Hevia.
Juan de Hevia Bolaños, né à Oviedo en 1570 et mort à Lima en 1623, est un juriste espagnol.

## Biographie

Curie philippine, 1776 (Fondation Mansutti, Milan).

Hevia Bolanos étudie le droit à Oviedo, puis s'installe au Pérou où il  passe le reste de sa vie, à Quito à partir de 1593, puis à Ciudad de los Reyes (ou Lima) après 1601/1602.  En Amérique, il approfondit ses études de droit commercial, devenant un célèbre juriste hispanophone, de formation pratique. Curia Filipica (Curie philippienne), son œuvre principale, est considérée comme un texte juridique fondamental, d'abord publié à Lima en 1603, puis à Valladolid en 1605, avec de nombreuses réimpressions tout au long du XVIIIe siècle et du XIXe siècle. 
Il reste aussi de ses œuvres le Labyrinthus commercii terrestris et navalis, seule version latine du Labyrintho de comercio terrestre y naval, publié à Lima en 1617. À partir de 1644, le livre a été publié avec la Curie philippienne en deuxième partie. Ces deux textes connaissent de nombreuses publications au Pérou et en métropole entre les XVIIe et XIXe siècles. La pensée juridico-politique de Bolano s'inscrit dans le courant du mercantilisme. L'œuvre est une recompilation législative de lois antérieure de la royauté espagnole, d'éléments doctrinaux et d'us et coutumes, respectivement identifiés chaque fois qu'ils sont cités. Son livre, qui se veut de caractère pratique, est destiné aux commerçants, négociateurs, marins et juristes de toutes sortes. Le juriste bordelais Étienne Cleirac le cite dans son ouvrage « Us et Coutumes de la mer ».
Il meurt dans la pauvreté, sans héritiers, à Lima en 1623.